# Philonicus rufipennis
Philonicus rufipennis là một loài ruồi trong họ Asilidae. Philonicus rufipennis được Hine miêu tả năm 1907. Loài này phân bố ở vùng Tân Bắc giới.